# Калин Николов (композитор)
За едноименния художник вижте Калин Николов.
Калин Николаев Николов е български композитор.

## Биография
Роден е в София през 1982 година. Работи в областите на театъра и киното.

## Реализирани проекти
2024
- " Слънчева линия " - реж. Мартин Киселов
- " Денят в който, спрях да си изневерявам " - реж. Стоян Радев ге.к.
- " Съвършени натрапници " - реж. Николай Гундеров
- " Чарли в открито море " - реж. Пламен Марков
- “Венецианският търговец” - реж. Явор Гърдев
- “Госпожица Юлия” - реж. Теодора Лилиян

2023
- “Последният страстен любовник” - реж. Антон Угринов
- “Всичките наши тела” - реж. Мартин Киселов
- “Работническата класа отива в ада” - пълнометражен филм, реж. Младен Джорджевич
- “Отблизо” - реж. Антон Угринов
- „Русалка“ - реж. Теодора Лилян
- „Ботушът“ - реж. Стоян Радев Ге. К.
- „Милионерът“ - реж. Николай Урумов

2022
- „Шекспир като улично куче“ - реж. Валери Йорданов
- „Горчивите сълзи на Петра фон Кант“ - реж. Пламен Марков
- „Празникът на бакхус“ - реж. Владислав Стоименов
- „Госпожица Юлия“ - реж. Антон Угринов
- „Експлозивна комедия за големия взрив“ - реж. Пламен Марков
- „Кървава сватба“ - реж. Стоян Радев Ге. К.

2021
- „Фицрой“ - реж. Явор Гърдев
- „Опашката“ - реж. Явор Гърдев
- „Колко е важно да бъдеш сериозен“ - реж. Антон Угринов
- „Асансьорът“ - реж. Фико Фиков, авторска музика и звуков дизайн

2020
- „УНИЗЕНИТЕ. БЕЛАРУС.“ - реж. Явор Гърдев
- „Завръщане у дома“ - реж. Явор Гърдев
- „Поразените“ - реж. Стоян Радев - Ге. К.
- „Катастрофа“ - реж. Антон Угринов
- „Brainstorm“ - реж. Владимир Шомов
- „Фермата на Животните“ - реж. Десислава Шпатова

2019
- „Вечерята“ - реж. Пламен Марков
- „Палачи“ - реж. Явор Гърдев
- „Лисугерът“ - реж. Пламен Марков
- „Празникът“ - реж. Явор Гърдев
- „Гешев“ - реж. Васил Барков
- „Дърво от желязо“ - реж. Андрей Цветков

2018
- „Наблюдателите“ – реж. Явор Гърдев, авторска музика
- „Времето е наше“ – реж. Петър Попзлатев, авторска музика
- „Белла фигура“ – реж. Антон Угринов, авторска музика
- „Драконът“ – реж. Явор Гърдев, авторска музика
- „Безвременна красота“ – реж. Деян Парушев, авторска музика
- „Как Инджето не стана цар“ – реж. Пламен Марков, авторска музика, Номинация Икар за авторска музика към постановката
- „Пияните“ – реж. Явор Гърдев
- „Съзвездия“ – реж. Йордан Славейков, авторска музика
- „Зън Зън Злосторниците“ – реж. Младен Алексиев, авторска музика

2017
- „Шега в едно действие“ – реж. Антон Угринов, авторска музика
- „Дъвка за балончета“ – реж. Станислав Тодоров – Роги
- „Черният лебед“ – реж. Тамара Янков, авторска музика
- „Пияните“ – реж. Явор Гърдев, авторска музика
- „Ричард ІІІ“ – реж. Пламен Марков, авторска музика
- „Hyster“ – реж. Младен Алексиев, авторска музика
- „В очакване на Годо“ – реж. Деян Донков, авторска музика
- „Италианки“ – реж. Тамара Янков, авторска музика
- „Влюбеният Шекспир“ – реж. Пламен Марков, авторска музика

2016
- „Богът на касапницата“ – реж. Антон Угринов, авторска музика
- „Женитба“ – реж. Тамара Янков, авторска музика
- „Верига от думи“ – реж. Тамара Янков, авторска музика
- „Отблизо“ – реж. Тамара Янков, авторска музика
- „Откраднат живот“ – Сериал, НОВА TV, авторска музика на заглавния клип

2015
- „Нощта на 16-и януари“ – реж. Пламен Марков, авторска музика
- „Чайка“ – реж. Явор Гърдев, авторска музика
- „Любовта на Анатол“ – реж. Антон Угринов, авторска музика
- „Квартет“ – реж. Явор Гърдев, авторска музика
- „Ретро“ – реж. Пламен Марков, авторска музика
- „Дакота“ – реж. Владимир Пенев, авторска музика
- „Глас“ – реж. Стоян Алексиев, авторска музика

2014
- „Семеен албум“ – реж. Малин Кръстев, авторска музика
- „Жана“ – реж. Явор Гърдев, авторска музика
- „Измяна“ – реж. Пламен Марков, авторска музика

2013
- „Ревизор“ – реж. Пламен Марков, авторска музика
- „SEX, ЛЪЖИ & TV“ – Сериал, TV, авторска музика
- „Илюзии“ – реж. Младен Алексиев, авторска музика
- „Почти представление“ – реж. Явор Гърдев, авторска музика
- „Арт“ – реж. Антон Угринов, авторска музика
- „КОГАТО ДЪЖДЪТ СПРЯ ДА ВАЛИ“ – реж. Зорница София Попганчева, авторска музика

2012
- „Аз съм ти“ реж. Петър Попзлатев, авторска музика
- „Щастливи заедно“ реж. Йосиф Меламед, авторска музика
- „ХАМЛЕТ“ реж. Явор Гърдев, авторска музика
- „Вуйчо Ваньо“ реж. Пламен Марков, авторска музика
- „Канкун“ реж. Явор Гърдев, авторска музика
- „26 АПРИЛ“ реж. Георги Тенев, авторска музика
- „Нощна пеперуда“ реж. Явор Гърдев, авторска музика

2011
- „Киллер Джо“ реж. Явор Гърдев, авторска музика
- „Урод“ реж. Явор Гърдев, авторска музика
- „Избрани сонети на Шекспир“ аудио диск съдържащ 43 стихотворения, авторска музика
- „Ричард ІІІ“ реж. Пламен Марков, авторска музика
- „Ръкомахане в Спокан“ реж. Явор Гърдев, авторска музика

2010
- „Машината на Тюринг“ реж. Младен Алексиев, авторска музика
- „Фрида“ реж. Веселин Димов, авторска музика
- „Печената тиква“ реж. Йосиф Меламед, авторска музика
- „Методът Грьонхолм“ реж. Явор Гърдев, авторска музика
- „Седми септември“ реж. Георги Тенев
- Номинация „Икар“ за авторска музика към постановката „Макбет“ реж. Крис Шарков

2009
- „Козата, или коя е Силвия“ реж. Явор Гърдев, авторска музика
- Номинация „Аскеер“ за авторска музика към постановката „Калигула“, реж. Явор Гърдев
- „Макбет“ реж. Крис Шарков, авторска музика

2008
- „Балът на крадците“, реж. Тиери Аркур, авторска музика
- „Калигула“, реж. Явор Гърдев, авторска музика
- „Дзифт“, реж. Явор Гърдев, авторска музика
- „Радост за моето сърце“, реж. Младен Алексиев, авторска музика
- „Валентинов ден“, реж. Явор Гърдев, авторска музика
- „Икар“, за авторска музика към постановката „Старицата от Калкута“, реж. Явор Гърдев, Театър 199

2007
- „SoulMate“, реж. Любомир Попов, авторска музика
- „Старицата от Калкута“, реж. Явор Гърдев, Театър 199 авторска музика
- Номинация „Икар“ за авторска музика към постановката „Крум“, реж. Явор Гърдев
- „34“, реж. Любомир Младенов

2006
- „Нищо по-хубаво“ реж. Младен Алексиев, авторска музика
- „Крум“, реж. Явор Гърдев, авторска музика
- „Аскеер“ за авторска музика към постановката „Крал Лир“, Народен театър „Иван Вазов“, София, реж. Явор Гърдев
- „Каскандо“, реж. Младен Алексиев, авторска музика
- „Крал Лир“, реж. Явор Гърдев, авторска музика

2005
- „Трансферату“, реж. Младен Алексиев, авторска музика
- „Визуална полиция“, авторска музика, видеомонтаж
- „Пиесата за Бебето“, реж. Явор Гърдев, Театър 199 авторска музика
- „Март“, реж. Игор Христов, авторска музика
- „Елин“, реж. Стилиян Петров, авторска музика, аудиомонтаж и звуков дизайн
- „D.j.“, реж. Явор Гърдев, авторска музика, аудиомонтаж и звуков дизайн
- „Харесвам усмивката ти“, авторска музика
- „Raskolnikowbesessenheit“, реж. Явор Гърдев, авторска музика, видеомонтаж

2004
- „Дело“, реж. Калин Ангелов, ДТ „Гео Милев“, Стара Загора, авторска музика
- „Бурята“, реж. Явор Гърдев, Адана, Турция, авторска музика
- „Пир по време на чума“, реж. Явор Гърдев, Требниц, Германия, авторска музика
- „Blue Print Project“, БНР, реж. Младен Алексиев, авторска музика, аудиомонтаж и звуков дизайн
- „Другата страна на вечерта“, БНР, авторска музика, аудиомонтаж и звуков дизайн
- „Пухеният“, реж. Явор Гърдев, ДТ „Стоян Бъчваров“, Варна, Театър 199 авторска музика

2003
- Номинация „Аскеер“ за авторска музика към постановката „Marat/Sade“, реж. Явор Гърдев
- „Живот х 3“, реж. Явор Гърдев, Театър 199, авторска музика
- „Marat/Sade“, реж. Явор Гърдев, международна копродукция на Триумвиратус Арт Груп, Асоциация Теорем, ДТ „Стоян Бъчваров“, Варна, Hebbel Theatre, Берлин, Германия, Асоциация на холандските театри, Театрален фестивал, Вилньов Д'Аск, Франция, авторска музика, мултимедия
- „The Gate of Europe“, реж. Явор Гърдев, аудиомонтаж
- „Момо“, реж. Веселин Димов, ДТ „Стоян Бъчваров“, Варна, авторска музика
- „Огнен“, реж. Маноела Андонова, авторска музика
- „Попове и вещици“, реж. Пламен Марков, аудиомонтаж
- „Радиотакси“, аудиомонтаж и звуков дизайн

2002
- „Във въздуха“, реж. Явор Гърдев, ДКТ, Хасково, авторска музика, мултимедия
- „Bedspotting“, реж. Явор Гърдев, авторска музика, видеомонтаж
- „Home sweet home“, реж. Явор Гърдев, авторска музика, видеомонтаж
- „Пентезилея“, реж. Явор Гърдев, Требниц, Германия, авторска музика
- „Цитаделата“, реж. Явор Гърдев, авторска музика
- „Евгени и Жулиета“, реж. Таня Шахова, аудиомонтаж
- „Глинени хора“, авторска музика

2001 – 2003
- тонрежисьор, аудиомонтажист, композитор в ARS Digital Studio, София